# Enkhtaivan Agvaantseren
 (juillet 2011).
Si vous disposez d'ouvrages ou d'articles de référence ou si vous connaissez des sites web de qualité traitant du thème abordé ici, merci de compléter l'article en donnant les références utiles à sa vérifiabilité et en les liant à la section « Notes et références ».
Pour les articles homonymes, voir Agvaantseren.
Enkhtaivan Agvaantseren (en mongol Энкхтайван Агваанцэрэн) est un compositeur de musique et réalisateur mongol qui a étudié en Russie. Il est l'auteur des films La Perle des Bois (2008) et Fils du Ciel (2012).
Diplômé de l'Université d'Enseignement d'Oulan-Bator (Mongolie) en 1980, et de l'université de Musique de l'Oural de Iekaterinburg (anciennement Sverdlovsk, en Russie) en 1985 comme chanteur d'opéra et professeur. 
De 1985 à 2008, il a été ténor au Théâtre National d'Opéra et de Ballet à Oulan-Bator. Il a interprété le rôle principal dans trente-quatre opéras Classiques et Traditionnels Mongols, dont Cavaradossi dans Tosca de Puccini, Klaf dans Turandot de Puccini, Pinkerton dans Madame Butterfly de Puccini, Alfredo dans La Traviata de Verdi. 
Il a écrit plus de 370 chansons, 3 musiques de films, et composé 20 pièces de musique pour orchestre symphonique, Morin khuur, violon et violoncelle. Il est membre de la Guilde des compositeurs de musique de Mongolie depuis 1986.
De 1990 à 1992, il a été sélectionné pour jouer le rôle principal de Gengis Khan dans le film japonais et Mongol « Chinggis Khaan, Eternal Power of the Sky ».
En 2000, il a créé la compagnie Idugan Entertainment, basée à Oulan-Bator, en Mongolie. Le but de cette compagnie est de produire des clips musicaux, des films, documentaires et émissions de télévision pour promouvoir la culture et l’histoire de la Mongolie.
Avec cette compagnie, il a réalisé de nombreux clip musicaux, courts-métrages et documentaires comme « La Montagne de Khan Khentii » en 2003, et « Les Enfants de Gengis Khan » en 2004. En 2008, il a réalisé son premier long-métrage « La Perle des Bois ».
Il enseigne à l’université de Musique et de Danse d'Oulan-Bator.
En 2009, il a reçu la Médaille Nationale d'Artiste du Peuple en reconnaissance de ses nombreuses contributions artistiques en Mongolie.

### Films
- http://idugan.com/laperledesbois/default.htm La Perle des Bois (Moilkhon)
- http://idugan.com/ciel/default.htm Fils du Ciel (Tengeriin Khuu)